# Johann Rudolf Dürler

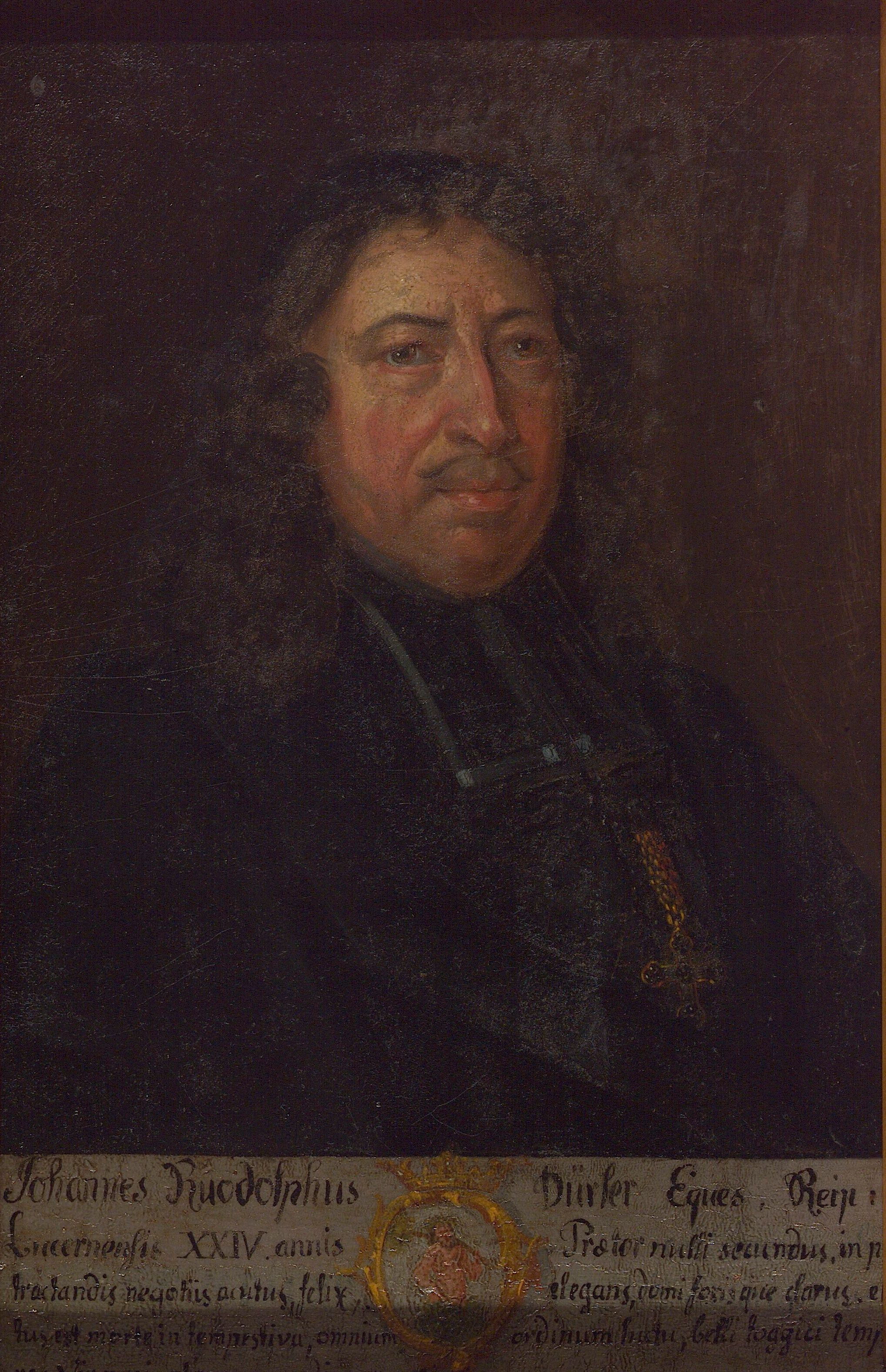
Porträt Johann Rudolf Dürlers

Johann Rudolf Dürler (* 10. Juli 1645 in Luzern; heimatberechtigt ebenda; † 16. September 1712 ebenda) war ein Luzerner Tagsatzungsgesandter, Vogt und Schultheiss.

## Leben und Wirken
Johann Rudolf Dürler war Sohn des Kleinrats und Tuchhändlers Ludwig Dürler. Er war Tuchhändler, Hauptmann und Bannerherr. Anna Maria, Tochter des Grossrats Franz Pfyffer von Wyher und Witwe des Grossrats Karl Hieronimus Cloos, wurde seine erste Ehefrau. In zweiter Ehe heiratete Dürler 1702 Maria Cecilia, Tochter des Jost Walter von Fleckenstein und Witwe des Heinrich zur Gilgen. Neun Jahre später ehelichte er Maria Anna, Tochter des Schultheissen Aurel zur Gilgen und Witwe des Kleinrats Bernhard Leopold Bircher.
Dürler wurde 1667 Luzerner Grossrat und stieg 1676 in den Kleinen Rat auf. Als Vogt wirkte er in den Vogteien Knutwil (1671–1673), Habsburg (1675–1677), im Rheintal (1684–1686) und Merenschwand (1693–1695 und 1709–1711); als Kastvogt von St. Urban 1680 und 1702. Von 1687 bis 1689 war Dürler Säckelmeister. Als Erster des regimentsfähigen Geschlechts Dürler übernahm er von 1689 bis 1711 das Amt des Schultheissen.
Dürler wurde von 1687 bis 1700 zur Tagsatzung entsandt. Er wechselte 1700 nach dem Tod Karls II. von der spanisch-mailändischen zur bourbonischen Partei. Im Jahr 1708 vermittelte er in den Basler Unruhen. Im selben Jahr wurden im Rat Vorwürfe gegen ihn wegen seiner Amtsführung bei den Toggenburger Unruhen erhoben, zudem hätte er sich in seinen Ämtern persönlich bereichert. Dürler war Ritter des St.-Mauritius-und-Lazarus-Ordens.

## Belege
1. 1 2 3  Gregor Egloff: Johann Rudolf Dürler. In: Historisches Lexikon der Schweiz.  26. August 2004.

| Personendaten    | Personendaten                                       |
| ---------------- | --------------------------------------------------- |
| NAME             | Dürler, Johann Rudolf                               |
| KURZBESCHREIBUNG | Luzerner Tagsatzungsgesandter, Vogt und Schultheiss |
| GEBURTSDATUM     | 10. Juli 1645                                       |
| GEBURTSORT       | Luzern, Schweiz                                     |
| STERBEDATUM      | 16. September 1712                                  |
| STERBEORT        | Luzern, Schweiz                                     |